# Liczba Bacona

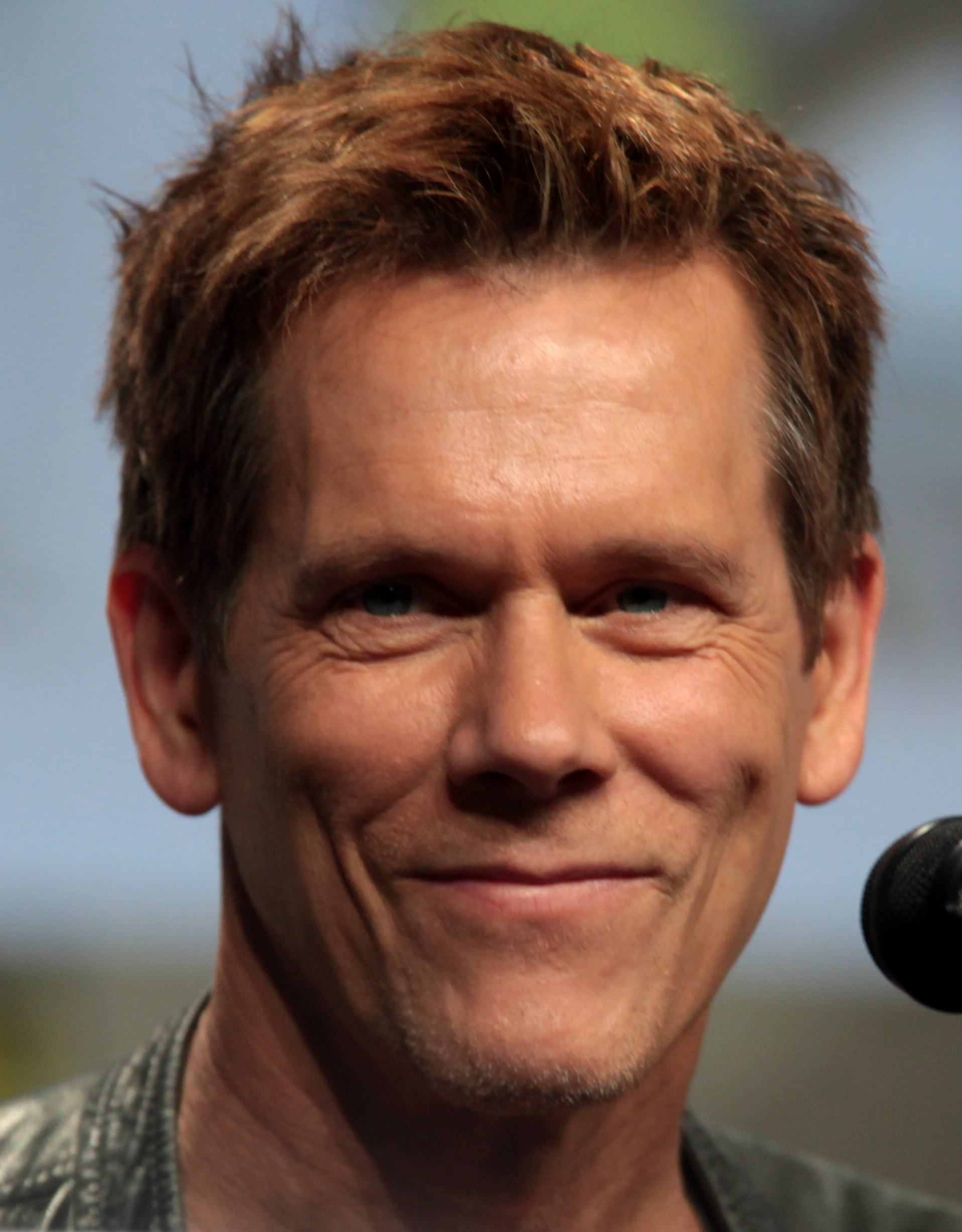
Kevin Bacon (2014)

Liczba Bacona – element folkloru związany z osobą amerykańskiego aktora Kevina Bacona.
Aktor Kevin Bacon zainspirował grę zwaną „sześć stopni od Kevina Bacona” (ang. Six Degrees of Kevin Bacon), której celem jest znalezienie przypisanej do danego aktora liczby Bacona.
Pomysłodawcy gry uznali, że aktor ten jest centralną postacią świata filmu. Mimo braku nominacji do Oscara, w filmach gra bezustannie od 1978 r. i wystąpił w tak wielu, że teoretycznie można go powiązać z każdym amerykańskim aktorem minionego wieku najwyżej sześcioma stopniami, stąd pochodzi nazwa sześć stopni od Kevina Bacona.
Liczbę Bacona określa się korzystając z poniższych reguł:
- Kevin Bacon ma liczbę Bacona równą 0
- Aktor, który występował w jakimś filmie wspólnie z Kevinem Baconem ma liczbę Bacona równą 1
- Liczba Bacona aktora X jest rozumiana jako minimalna z liczb Bacona wszystkich aktorów, z którymi aktor X pojawił się w filmie, zwiększona o 1.

Weryfikacji filmów najczęściej dokonuje się za pośrednictwem IMDb.
Zgodnie z powyższym w IMDb istnieje 33773 aktorów posiadających nieskończoną liczbę Bacona, np.: Fred Ott. Zagrał jedynie w dwóch filmach i w każdym z tych filmów był jedynym aktorem, co zadaje kłam teorii o sześciu stopniach od Kevina Bacona, stwierdzającej, że każdy, kto kiedyś zagrał w dowolnym filmie, ma skończoną liczbę Bacona.
Większość aktorów charakteryzuje się liczbą Bacona równą 2 lub 3. Im większa jest liczba Bacona danego aktora, tym mniej wspólnego mają ze sobą obaj aktorzy.
Liczba Bacona w przemyśle filmowym jest elementem odpowiadającym liczbie Erdősa w matematyce. Uważano, że Paula Erdősa charakteryzuje liczba Bacona równa 4, ze względu na występ w filmie N is a Number: A Portrait of Paul Erdős), gdzie zagrał siebie samego, jednak jak się okazało chodziło o kogoś innego o tym samym nazwisku.
Bacon nie jest aktorem najbardziej powiązanym z innymi aktorami. Według strony internetowej Oracle of Bacon, ten honor przypada Rodowi Steigerowi. W społeczności aktorskiej, średnia liczba Steigera jest równa 2,679. Średnia liczba Bacona równa się 2,946.
Według Oracle of Bacon at Virginia:
Około 12% aktorów nie może zostać powiązanych z resztą, ze względu na to, że grali jedynie w produkcjach telewizyjnych lub innych produkcjach, których baza danych Oracle nie zawiera, lub nie pojawili się na ekranie wspólnie z żadnym aktorem z Hollywood.
Aktorów, którzy maja nieokreśloną (lub nieskończoną) liczbę Bacona, co oznacza że nie mogą być w żaden sposób powiązani z Baconem, jest bardzo niewielu. W grudniu 2005 roku było 9692 takich aktorów w bazie IMDb, co w porównaniu do całkowitej liczby 418 468 aktorów stanowi około 2,3%.
Rozwinięciem idei liczby Bacona jest liczba Erdősa-Bacona.

## Przykładowe liczby Bacona
- Elvis Presley (liczba Bacona 2)

Elvis Presley grał w Złamanych ślubach (1969) z Edwardem Asnerem
Edward Asner grał w JFK (1991) z Kevinem Baconem
- Ronald Reagan (liczba Bacona 2)

Ronald Reagan grał w The Young Doctors (1961) z Eddiem Albertem
Eddie Albert grał w Kawale kina (1989) z Kevinem Baconem
- Jan Paweł II (liczba Bacona 3)

Jan Paweł II wystąpił w Ojciec Pio: Między niebem a ziemią (2000) z Giovannim Lombardo Radicem
Giovanni Lombardo Radice wystąpił w Omenie (2006) z Vee Vimolmal
Vee Vimolmal wystąpił w Gdzie leży prawda (2005) z Kevinem Baconem
- Cezary Pazura (liczba Bacona 2)

Cezary Pazura grał w Trzy kolory. Biały (1994) z Julie Delpy
Julie Delpy grała w Odwrócić przeznaczenie (2007) z Kevinem Baconem
- Andrzej Lepper (liczba Bacona 3)

Andrzej Lepper wystąpił w Gulczas, a jak myślisz... (2001) ze Zdzisławem Rychterem
Zdzisław Rychter wystąpił w Trzy kolory: Biały (1994) z Julie Delpy
Julie Delpy wystąpiła w Odwrócić przeznaczenie (2007) z Kevinem Baconem